# Bonifacio de Echegaray Corta
Bonifacio de Echegaray Corta (Zumaya, 5 de junio de 1878-Durango, 24 de diciembre de 1956) fue un hombre de leyes y escritor español, historiador del derecho foral vasco y miembro de la Academia de la Lengua Vasca y de la Sociedad de Estudios Vascos.

## Biografía

### Origen familiar
Muerto en 1880 el padre, que ocupaba en Zumaya un puesto modesto dentro de la Armada, su hermano mayor, el “cronista de las provincias vascongadas” Carmelo de Echegaray, se comportó con él, dada la diferencia de edad, como un verdadero padre, facilitándole el acceso a la universidad, que para éste estuvo siempre cerrada. La juventud de Bonifacio transcurrió la mayor parte del tiempo en San Sebastián, donde cursó sus primeros estudios en el instituto de esta ciudad, donde su hermano Carmelo ocupaba un puesto relevante en la secretaría de la Diputación de Guipúzcoa.

### Carrera judicial
Cursó en la Universidad de María Cristina, que regentaban los agustinos en El Escorial, la carrera de Derecho con toda brillantez. Fue juez municipal en Guernica y ganó a la primera unas oposiciones al secretariado judicial de la Audiencia Territorial de Sevilla, para más tarde pasar a Cáceres y Oviedo. Fue nombrado vicesecretario del Tribunal Supremo de Justicia en Madrid y posteriormente secretario de la Sala Criminal y de allí a una de las salas de lo Civil tras el periodo de la Guerra Civil.

### Historiador del derecho foral vasco
En 1922 fue nombrado miembro de la sección de Derecho de la Sociedad de Estudios Vascos ("Eusko Ikaskuntza"). En 1923 publicó en San Sebastián: La vida civil y mercantil de los vascos a través de sus instituciones jurídicas. Dos años después publicaba en la misma ciudad otro trabajo de gran interés: Significación jurídica de algunos ritos funerarios del País Vasco (66 pp.), alternando estas manifestaciones de mayor rango con numerosas colaboraciones y conferencias, sobre temática jurídico-histórica en lo fundamental. Cabe destacar también su “Proyecto de creación de un Instituto de Derecho Vasco” (Eusko Ikaskuntzaren Deya, 14 [1932], p. 19). En 1933 vio, asimismo, la luz un excelente trabajo sobre: La vecindad. Relaciones que engendra en el País Vasco (San Sebastián). Tras el paréntesis de la Guerra Civil datan, asimismo, su Derecho Foral Privado (San Sebastián, 1950, 110 pp.) y Los ritos funerarios en el Derecho consuetudinario de Navarra (Pamplona, 1951, 49 pp.).

### Colaboraciones en periódicos y revistas
Empezó a escribir desde muy joven, datando sus primeras colaboraciones en la revista Euskal Erria –poesías euskéricas en tono ingenuo– de 1893-1896. Durante estos primeros años alternó sus colaboraciones poéticas en Euskal Erria y Euskalzale con ensayos en castellano, también de tono ingenuo, que aparecieron en diarios como El Noticiero Bilbaíno, La Voz de Guipúzcoa y Novedades. De esta primera época data también su colaboración en la Biblioteca Bascongada de Fermín Herrán, una colección de cuentos y descripciones que aparecieron en el vol. 45 de la misma bajo el título de Cuadros (Bilbao, 1900), así como también su esbozo de novela Aquí fue la Arcadia, de la que más tarde ofrecerá unos avances en Euskalerriaren alde (4 [1914], pp. 687-698, 722-729; 7 [1917], pp. 10-25, 60-65, 85-97).

### Preocupación por el euskera y la historia vasca
Se inicia esta nueva etapa con algunas conferencias en euskera y castellano, en las que la seriedad inflexible del jurista e historiador en una pieza se funde con una sentida preocupación por la suerte de la cultura autóctona vasca. Se pueden citar, a este respecto, “Euskaldunak, euskeraz” (Itzaldiak [San Sebastián], 1 [1920], pp. 57-86); “El hogar, alma del pueblo vasco” (resumen de la conferencia, en Hermes 5 [1921], pp. 158 ss.); El proceso de la Zamacolada. Conferencia (Bilbao, 1920, 63 pp.), y otra conferencia relativa al mismo tema: Aspectos jurídicos de la Zamacolada. Régimen y gobierno del Puerto de la Paz (Bilbao, 1921, 35 pp.). Tras el obligado paréntesis impuesto por la guerra civil, registramos su colaboración “Vascos” y “Vascongados” (en la revista francesa Bulletin Hispanique, 45 [1943], pp. 105-116), a la que seguirían otras de temática histórica en la misma revista y en el Boletín de la Real Sociedad Bascongada de Amigos del País (1952-1953).

### Miembro de número de la Academia de Lengua Vasca
Gozó de excelente reputación, no sólo como jurista de máxima autoridad en todo lo referente al derecho foral vasco, sino también como admirable conocedor del idioma vernáculo, lo que movió a la Academia de la Lengua Vasca ("Euskaltzaindia") a admitirlo entre sus miembros de número, algo que se produjo tras la muerte de su hermano Carmelo, en 1926. En la ceremonia de admisión, celebrada en Zumaia, Ramón Inzagaray respondió a su discurso de acogida. Su conferencia versó sobre Euskal Erriko etxen izenak (en Zumaia'ko udal-etxean. Etxegaraitar Bonifazio jaunaren euskaltzain- sarreran irakurri ziran itzaldiak, Bilbao, 1927). La preocupación por el euskera siguió en trabajos como: “Algunas voces vascas usadas en el Fuero General de Navarra”, (Euskera, 8 [1927], pp. 43-65); la conferencia “Algunos aspectos relacionados con la patria y apellido de San Martín de la Ascensión”, en Conferencias sobre San Martín de la Ascensión por L. Pérez y B. de Echegaray (Bergara, 1928); “La pérdida del euzkera en Navarra” (Vida vasca, 10 [1933], p. 111); “Los supuestos precedentes de los vocablos 'Euzkadi' y 'Euskaria'” (Revista Internacional de los Estudios Vascos, 25 [1934], pp. 128-130); y “Vehículo lingüístico utilizado para la enseñanza en el País Vasco” (escrito para Yakintza en 1924, volvió a figurar en Lucha de Idiomas en Euzkadi y en Europa, Donostia 1935).

### Miembro de la Comisión del Estatuto de las Gestoras
Como secretario de Sala del Tribunal Supremo, en 1932 fue designado por la comisión de Ayuntamientos del País Vasco para formar parte de la comisión que había de elaborar el estatuto vasco de autonomía y que estaba constituida por diez miembros: cuatro miembros por las comisiones gestoras de las Diputaciones vascongadas y navarra; tres designados por la comisión de Ayuntamientos; y tres por el PSOE. 

### Fallecimiento y trabajos inconclusos
Falleció en Durango pero dispuso ser enterrado en Guernica. Dejó a su muerte toda una serie de trabajos en avanzado estado de elaboración, trabajos que le impidieron dar a las prensas su método de producción literaria, consistente en la lentitud reflexiva y en el despojo exhaustivo de las fuentes de las que tenía noticia. La muerte lo sorprendería prácticamente con la pluma en las manos, datando de 1956 su colaboración en el Libro-Homenaje a Tolosa, con el título “Eficacia de la Carta-Puebla de 13 de septiembre de 1256”.